# Siergiej Kuźmin
Siergiej Kuźmin, ros. Сергей Кузьмин  (ur. 24 czerwca 1987) – rosyjski bokser, mistrz Europy.
Największym osiągnięciem zawodnika jest mistrzostwo Europy amatorów w 2010 roku w wadze superciężkiej.